# Giovanni Fattori (cestista)
Giovanni Fattori (Cecina, 10 gennaio 1985) è un cestista italiano.

## Carriera
Ha disputato i campionati europei Under-20 del 2005 svoltisi in Russia.